# E932
La ruta europea E932 és una carretera que forma part de la Xarxa de carreteres europees. Comença a Buonfornello (Itàlia) i finalitza a Catània (Itàlia). Té una longitud de 190 km. Té una orientació d'oest a est.